# Stanley Shoveller
Stanley Howard Shoveller (ur. 2 września 1881 w Kingston Hill, zm. 24 lutego 1959 w Broadstone) – brytyjski hokeista na trawie, członek reprezentacji Anglii. Złoty medalista olimpijski z Londynu (1908) i Antwerpii (1920). 
Jest jedynym Brytyjczykiem, który zdobył dwa złote medale olimpijskie w hokeju na lodzie. Był członkiem drużyny Anglii, która wygrała Letnie Igrzyska Olimpijskie w Londynie w 1908 roku. Był drugim najlepszym strzelcem z siedmioma bramkami. Osiem lat później w Antwerpii ponownie zdobył złoto i był najlepszym strzelcem, strzelił 10 z 17 bramek Wielkiej Brytanii. W 1922 roku opublikował książkę o hokeju. 
Shoveller uczył się w Kingston Grammar School i był jednym z pionierów hokeja w tej szkole w latach 1897-98. Dołączył do Hampstead Hockey Club w wieku 18 lat, a rok później został wybrany do Middlesex. Shoveller wygrał pierwszy ze swoich 29 występów w Anglii w 1902 roku i był kapitanem drużyny przez ponad 10 lat, aż do przejścia na emeryturę w 1921 roku w wieku 40 lat. Strzelił 76 goli dla Anglii. Shoveller został odnoszącym sukcesy maklerem giełdowym na londyńskiej giełdzie papierów wartościowych. Podczas I wojny światowej służył jako kapitan w 33. Brygadzie Strzelców w Londynie, w 1915 roku został odznaczony Krzyżem Wojskowym. 